# New Orleans Jazz 1978-1979
La stagione 1978-79 dei New Orleans Jazz fu la 5ª nella NBA per la franchigia.
I New Orleans Jazz arrivarono sesti nella Central Division della Eastern Conference con un record di 26-56, non qualificandosi per i play-off.

## Roster
| N° | Naz.                   | Ruolo | Sportivo        | Anno | Alt. | Peso |
| -- | ---------------------- | ----- | --------------- | ---- | ---- | ---- |
| 7  | Stati Uniti (bandiera) | G     | Pete Maravich   | 1947 | 196  | 89   |
| 11 | Stati Uniti (bandiera) | AC    | James Hardy     | 1956 | 203  | 100  |
| 12 | Stati Uniti (bandiera) | A     | Marty Byrnes    | 1956 | 201  | 98   |
| 14 | Stati Uniti (bandiera) | G     | Tom Green       | 1956 | 188  | 84   |
| 18 | Stati Uniti (bandiera) | GA    | Gus Bailey      | 1951 | 196  | 84   |
| 18 | Stati Uniti (bandiera) | G     | Ron Lee         | 1952 | 193  | 88   |
| 21 | Stati Uniti (bandiera) | AC    | Truck Robinson  | 1951 | 201  | 102  |
| 23 | Stati Uniti (bandiera) | A     | Aaron James     | 1952 | 203  | 95   |
| 24 | Stati Uniti (bandiera) | AC    | Spencer Haywood | 1949 | 203  | 102  |
| 25 | Stati Uniti (bandiera) | G     | Gail Goodrich   | 1943 | 185  | 77   |
| 30 | Stati Uniti (bandiera) | AC    | Paul Griffin    | 1954 | 206  | 93   |
| 33 | Stati Uniti (bandiera) | G     | Jim McElroy     | 1953 | 191  | 86   |
| 34 | Stati Uniti (bandiera) | AC    | Ira Terrell     | 1954 | 203  | 91   |
| 50 | Stati Uniti (bandiera) | AC    | Joe Meriweather | 1953 | 208  | 98   |
| 53 | Stati Uniti (bandiera) | AC    | Rich Kelley     | 1953 | 213  | 107  |

## Staff tecnico
- Allenatore: Elgin Baylor
- Vice-allenatore: Bill Bertka